# Озерне (Зоринський район)
Озе́рне (рос. Озёрное) — село у складі Зоринського району Алтайського краю, Росія. Входить до складу Стародрачонінської сільської ради.

## Населення
Населення — 335 осіб (2010; 382 у 2002).
Національний склад (станом на 2002 рік):
- росіяни — 97 %